# Francesco Gaude
Francesco Gaude (Cambiano, 5 aprile 1809 – Roma, 14 dicembre 1860) è stato un cardinale italiano.

## Biografia

### Infanzia e formazione
Francesco Vincenzo Gaude nacque il 5 aprile 1809, nella città di Cambiano, nell'arcidiocesi di Torino, e fu battezzato lo stesso giorno della nascita. Era figlio di Giovanni Pietro Gaude e Angela Maria Petra.
Studiò nelle Scuole Pie di Carmagnola e dopo gli studi primari, frequentò il seminario di Chieri per poi passare a quello di Carmagnola, dove decise di entrare nell'Ordine dei Predicatori il 3 agosto 1823.  Pronunciò i voti solenni il 20 aprile 1825, nel convento domenicano di Bosco nei pressi di Merengo. Conseguì infine gli studi di filosofia nel convento di Sant'Agnese a Bosco e quelli di teologia nell'Università di Torino.

### Ordinazione sacerdotale
Fu ordinato presbitero nel novembre del 1832 a Bologna. Dal 1832 al 1833 fu professore di teologia nel convento domenicano di Forlì. Insegnò poi teologia nel convento superiore del suo ordine a Lugo e, dal 1839 al 1844, teologia dogmatica e sacra scrittura a Macerata, divenendo anche superiore del convento del suo ordine. Per completare gli studi, dal 1844 al 1846 si trasferì a Roma e poi nel convento domenicano nella provincia della Lombardia nel marzo del 1846. Divenne procuratore generale dell'Ordine dei Predicatori e professore di teologia dogmatica nell'Università La Sapienza di Roma. Il 10 febbraio 1851 fu nominato esaminatore apostolico del clero romano. Fu anche vicepresidente della Pontificia commissione per la ricostruzione della basilica di Santa Maria sopra Minerva a Roma, membro della Commissione per la revisione del piano di studi del suo ordine (dal 13 marzo 1852), consultore della Congregazione dei vescovi e regolari (dal 15 marzo 1853) e segretario della Congregazione per l'istituzione del seminario Pio a Roma (dal 9 giugno 1853), di cui divenne il primo rettore nell'ottobre 1853.

### Cardinale e morte
Venne creato cardinale da papa Pio IX nel concistoro del 17 dicembre 1855, ricevendo la berretta rossa e il titolo di Santa Maria in Ara Coeli tre giorni dopo, il 20 dicembre 1855. Il 21 dicembre 1857 fu trasferito al titolo presbiterale di Santa Maria sopra Minerva, la cui chiesa apparteneva all'Ordine dei Predicatori al quale apparteneva.
Fu curatore della raccolta di bolle pontificie con il nome di Bullarium Romanum edita a Torino.
Morì il 14 dicembre 1860 a Roma all'età di soli 51 anni. La sua salma venne esposta e sepolta nella basilica di Santa Maria sopra Minerva. Il suo funerale ebbe luogo il 18 dicembre 1860, con la partecipazione di papa Pio IX, che volle personalmente essere presente.